# Termitoonops furculitermitis
Termitoonops furculitermitis là một loài nhện trong họ Oonopidae.
Loài này thuộc chi Termitoonops. Termitoonops furculitermitis được P. L. G. Benoit miêu tả năm 1975.